# Unió
|  | Per a altres significats, vegeu «Unió (desambiguació)». |

Unió de dos conjunts A i B

La unió és una operació entre conjunts. Aquesta operació crea el conjunt, anomenat conjunt unió o conjunt reunió, format pels elements que pertanyen almenys a un dels conjunts que s'uneixen. S'expressa amb el símbol {\displaystyle \cup }.
Per exemple:
Donat {\displaystyle A=\{a,e,i,s\}} i {\displaystyle B=\{a,e,f,h\}}, si definim {\displaystyle C=A\cup B}, llavors {\displaystyle C=\{a,e,i,s,f,h\}}. {\displaystyle C=A\cup B} es llegeix: el conjunt C és igual a la unió dels conjunts A i B. També es pot llegir: C és el conjunt unió dels conjunts A i B.

## Propietats de la unió

### Propietat idempotent
Quan unim un conjunt amb si mateix, el conjunt unió és el mateix conjunt.
{\displaystyle A\cup A=A}

### Element neutre
El conjunt buit {\displaystyle \emptyset } és l'element neutre de la unió.
{\displaystyle A\cup \emptyset =A}

### Propietat commutativa
El conjunt unió resultant és indiferent a l'ordre amb què s'uneixen els conjunts.
{\displaystyle A\cup B=B\cup A}

### Propietat associativa
El conjunt unió resultant quan unim més de dos conjunts, és indiferent a la jerarquia amb què es facin les unions.
{\displaystyle A\cup B\cup C=(A\cup B)\cup C=A\cup (B\cup C)}

### Unió de complementaris
Si tenim un conjunt {\displaystyle A} i el seu complementari {\displaystyle {\overline {A}}}, respecte d'un conjunt {\displaystyle R}, {\displaystyle R} és el conjunt unió de {\displaystyle A} i {\displaystyle {\overline {A}}}.
{\displaystyle A\cup {\overline {A}}=R}

### Unió de subconjunts
Si unim un conjunt A amb un subconjunt B, el conjunt unió és A.
Si tenim els conjunts A i B tal que {\displaystyle A\supset B} (A inclou B), llavors {\displaystyle A\cup B=A}

## Relacions entre la unió i la intersecció: propietat distributiva
La unió i la intersecció es poden relacionar mitjançant la propietat distributiva. Existeixen dues possibles versions d'aquesta propietat.
- La unió d'un conjunt amb un conjunt intersecció és igual a unir el primer conjunt amb els diferents conjunts que formen el conjunt intersecció, i fer la intersecció entre tots els conjunts unió resultants. És molt més entenedor escrit simbòlicament:

{\displaystyle A\cup (B\cap C\cap D...)=(A\cup B)\cap (A\cup C)\cap (A\cup D)} ...
- També es pot aplicar aquesta propietat intercanviant les interseccions i les unions:

{\displaystyle A\cap (B\cup C\cup D...)=(A\cap B)\cup (A\cap C)\cup (A\cap D)} ...